# Gaußschule Gymnasium am Löwenwall
Die Gaußschule ist ein Gymnasium der Stadt Braunschweig.

## Geschichte

Rückseite, von der Ritterstraße aus gesehen.

Die Gaußschule wurde am 21. April 1909 als Städtische Realschule für Jungen gegründet und erhielt am 2. Oktober 1911 den offiziellen Namen Gaußschule, Städtische Oberrealschule am Löwenwall. Benannt wurde die Schule nach dem Braunschweiger Mathematiker Carl Friedrich Gauß. Gauß besuchte seinerzeit allerdings das Gymnasium Martino-Katharineum, das sich ebenfalls in Braunschweig befindet.
1913 verließen die ersten zwölf Abiturienten die Lehranstalt. 68 Schüler und zwei Lehrer fielen im Ersten Weltkrieg. 1930 wurde das schuleigene Landheim in Oderbrück im Oberharz eingeweiht, das noch heute besteht. Während der Zeit des Nationalsozialismus wurde die Schülerzahl zwangsläufig unter anderem durch die systematische Verfolgung jüdischer Schüler und Lehrer stark reduziert. Im Zweiten Weltkrieg wurde das Schulgebäude durch Bombentreffer teilweise zerstört. 136 Schüler und zwei Lehrer fielen, drei Schüler wurden vermisst.
Von April bis Dezember 1945 war der Unterricht von der britischen Militärregierung verboten; das Schulgebäude wurde von der notleidenden Bevölkerung geplündert. Ab dem 5. Dezember wurde der Unterricht in beschränktem Maße wieder aufgenommen. An Ostern 1946 legten die ersten 61 Schüler das Nachkriegsabitur ab.
Eine der ersten deutschen Schülerzeitungen nach dem Ende des Zweiten Weltkriegs war „Der Punkt“ der Gaußschule. Die Nummer 1 der Zeitung erschien im September 1948. Leiter der Schülerredaktion war über mehrere Ausgaben hinweg der spätere Journalist und Diplomat Günter Gaus.
- 1962: Einweihung der schuleigenen Sternwarte
- 1973: Einführung der Koedukation
- 1980: 50-jähriges Bestehen des Schullandheims
- 1982: Erster gemischter Abiturjahrgang nach Einführung der Koedukation
- 1985: Gründung des Vereins „Ehemalige der Gaußschule“
- 1988: Einführung des Musikzweiges
- 1996: Einführung einer Schulcafeteria
- 1997: Die Gaußschule wird offene Ganztagsschule
- 2002: Die Gaußschule wird Medienprofilschule
- 2005: Einweihung des schuleigenen Planetariums
- 2006: Fertigstellung des neuen Schulhofes
- 2009: 100-Jahr-Feier
- 2011: Fertigstellung des neuen Freizeitbereichs
- 2019: Abschluss der Sanierungsarbeiten am Harzheim

### Harzheim

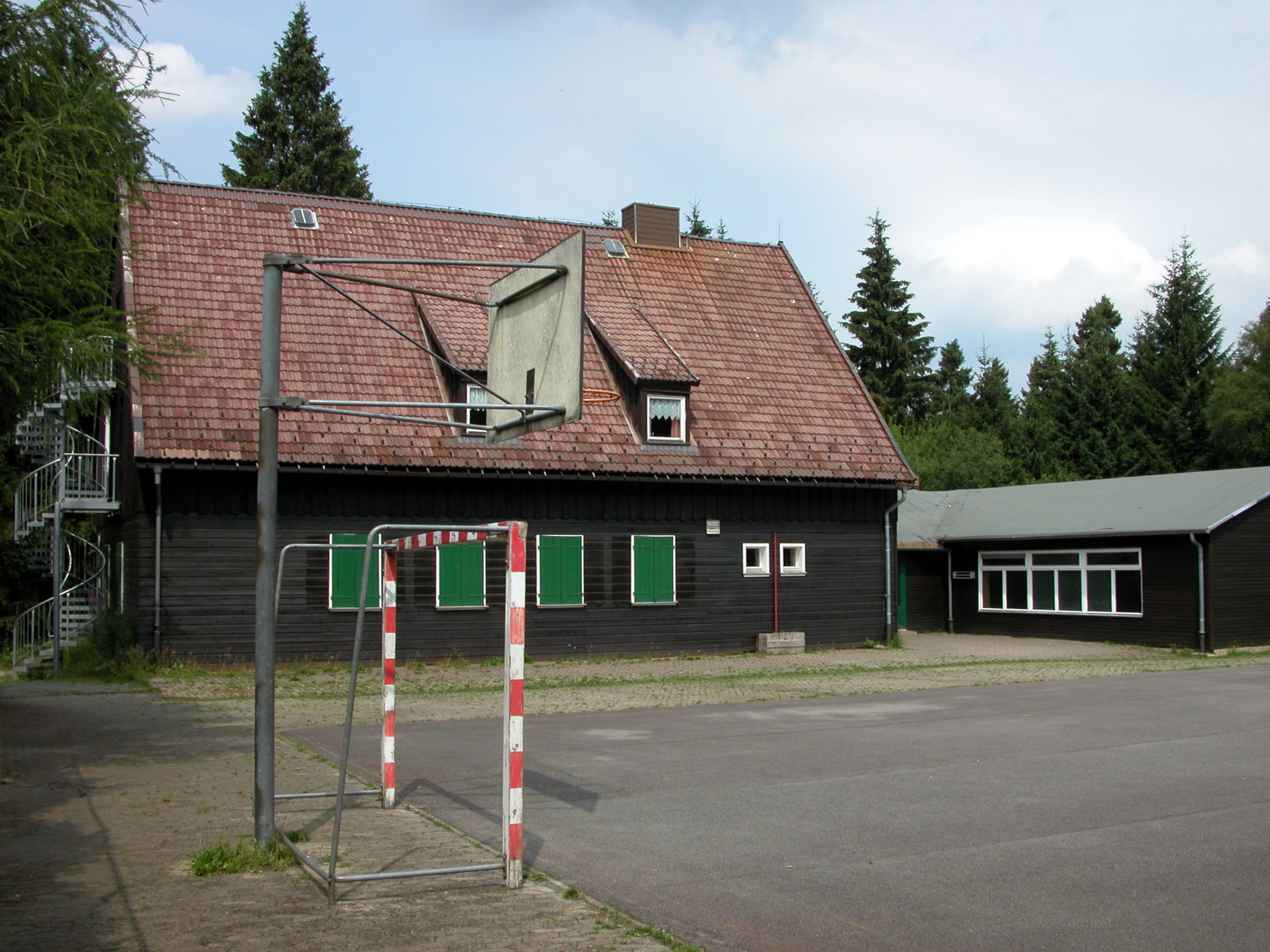
Das „Harzheim“ der Gaußschule im Jahre 2006

Die Gaußschule hat seit 1930 ein eigenes Schullandheim. Es liegt 60 km südlich von Braunschweig in Oderbrück, im Harz in einer Höhe von 800 m mitten im Nationalpark Harz. Eigentümer des Heims ist seit 1928 der „Gaußschulheim Oderbrück zu Braunschweig e. V. – Der Förderverein der Gaußschule“. Nachdem die Realschule John-F.-Kennedy-Platz und die Grund- und Hauptschule Pestalozzistraße zuvor ihre Landheime aus finanziellen Gründen aufgegeben und verkauft haben, ist die Gaußschule nun die einzige Schule in Braunschweig, die noch ein eigenes Schullandheim besitzt.
Das „Harzheim“ genannte Gebäude wurde ab 1929 mit Hilfe privater Spenden gebaut und 1930 fertiggestellt. Anfang April 1945, in der Endphase des Zweiten Weltkrieges, wurde der Harz von den Nationalsozialisten zur „Festung Harz“ erklärt. Die dort befindlichen deutschen Kampfverbände sollten die vorrückenden amerikanischen Truppen aufhalten. So kam es u. a. rund um das Harzheim zu heftigen Gefechten mit hohen Verlusten auf beiden Seiten. Das Harzheim und andere Gebäude in Oderbrück und Umgebung wurden dabei bis auf die Grundmauern zerstört. Unweit des Landheims befindet sich heute der Ehrenfriedhof Oderbrück, eine Kriegsgräberstätte, auf der etliche Gefallene dieser letzten Kampfhandlungen bestattet wurden. Nachdem das Harzheim zerstört war, sammelten Schüler, Eltern und Lehrer erneute Gelder, um das Heim wiederaufbauen zu können. 1950 wurde es wiedereröffnet.
Von 2009 bis 2019 wurde das Harzheim für 650.000 Euro generalsaniert. Die Finanzierung wurde zum Teil durch private Spenden, aber auch durch Finanzmittel des Bundes, des Landes Niedersachsen, der Richard-Borek-Stiftung und schließlich mit 120.000 Euro aus Fördermitteln der Europäischen Union sichergestellt. Viele Arbeiten am und im Harzheim wurden dabei von Schülern, Eltern und Lehrern in Eigenleistung erbracht.

### Versuchte Umbenennung der Gaußschule
Am 15. März 2016 entschied der Schulvorstand mit einer Mehrheit von zwei Stimmen, dass die Schule in „Gymnasium Carl Friedrich Gauß Braunschweig“ umbenannt und dafür bei der Stadt Braunschweig ein Antrag auf Namensänderung gestellt werden solle. Hintergrund war, dass die Schulleiterin Lenck-Ackermann eine Marketing-Agentur beauftragt hatte, das Corporate Image der Schule […] mit allen relevanten Elementen zu überarbeiten. Die Entscheidung des Schulvorstandes stieß auf vehementen Widerstand der Lehrer- und Schülerschaft sowie zahlreicher ehemaliger Schüler und Lehrer (darunter die beiden Amtsvorgänger Lenck-Ackermanns). Kritisiert wurde vor allem die nicht stattgefundene oder wenigstens doch mangelhafte Kommunikation der Schulleitung gegenüber Lehrer-, Schüler- und Elternschaft bzgl. der beabsichtigten Umbenennung. Insbesondere wurde die fehlende Notwendigkeit, bzw. Sinnhaftigkeit eines solchen Schrittes hinterfragt.
Ein pensionierter, ehemaliger Lehrer, der 41 Jahre an der Gaußschule unterrichtet hatte, initiierte daraufhin am 22. März 2016 auf openPetition eine Online-Petition gegen die beabsichtigte Umbenennung, da dieser jegliche Notwendigkeit und jedweder Rückhalt bei der überragenden Mehrheit von Lehrern, Schülern und Eltern fehle. Innerhalb der ersten 24 Stunden unterzeichneten knapp 1000 Personen. Bis zum Ablauf der Zeichnungsfrist am 18. April 2016, hatten 2927 Personen aus der ganzen Welt unterzeichnet.

„Das Votum des Schulvorstandes spiegelt in keiner Weise die Mehrheitsverhältnisse innerhalb des Kollegiums und der Schülerschaft der Gaußschule wider. Während ca. 80 % der an einer Online-Umfrage beteiligten Schülerinnen und Schüler eine Umbenennung der Schule abgelehnt haben, hat sich das Kollegium mit einer ebenfalls überwältigenden Mehrheit für die Beibehaltung des Namens ‚Gaußschule‘ ausgesprochen.“

Vertreter sämtlicher, im Braunschweiger Stadtrat vertretenen, Parteien äußerten ebenfalls Unverständnis bzgl. der Notwendigkeit der Umbenennung.
Angesichts der massiven Kritik, die die Entscheidung des Schulvorstandes hervorrief, wandte sich die Schulleiterin am 11. April 2016 in einem offenen Brief an den Vorstand und bat diesen, die Entscheidung zur Umbenennung zu widerrufen. Sie begründete dies unter anderem damit, dass mit diesem Beschluss durch die Pressearbeit einiger und die politische Einflussnahme anderer etwas in Gang gesetzt worden [sei], was der Gaußschule und ihren insgesamt im Innern gelebten Werten nicht gerecht werde. Es werde tatsächlich kein neuer Name benötigt. Daraufhin zog der Schulvorstand am 20. April 2016 seinen Umbenennungsbeschluss vom 15. März 2016 wieder zurück.

## Besonderheiten
- Die Schule verfügt über ein eigenes Planetarium und eine eigene Sternwarte.
- Musik wird in den Klassenstufen 6 bis 10 als Schwerpunktfach in jeweils einer der vier Klassen eines Jahrgangs angeboten. Dafür sind vier Musikräume mit vielfältiger Instrumentenausstattung vorhanden.
- In den Fächern Mathematik, Naturwissenschaften und Informatik können die Schüler an vielfältigen Wettbewerben teilnehmen.
- Als Fremdsprachen werden Englisch, Französisch, Spanisch und Latein einschließlich bilingualer Unterrichtseinheiten angeboten. Die zweite Fremdsprache wird bereits ab der 6. Klasse unterrichtet. Es bestehen Austauschprogramme mit Partnerschulen in England, Spanien, Frankreich und USA.[1]

## Bekannte Schüler

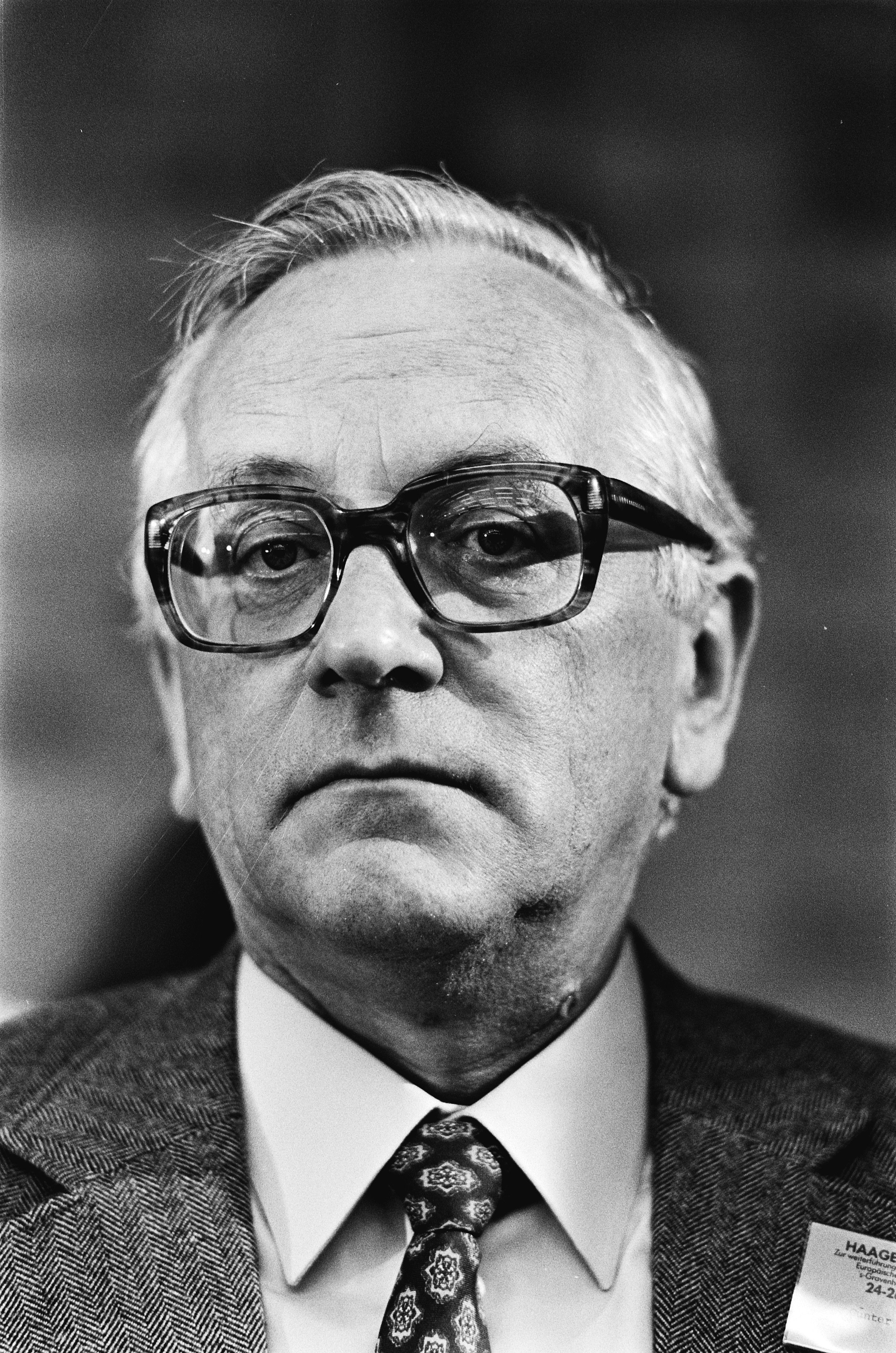
Günter Gaus, Abiturjahrgang 1949

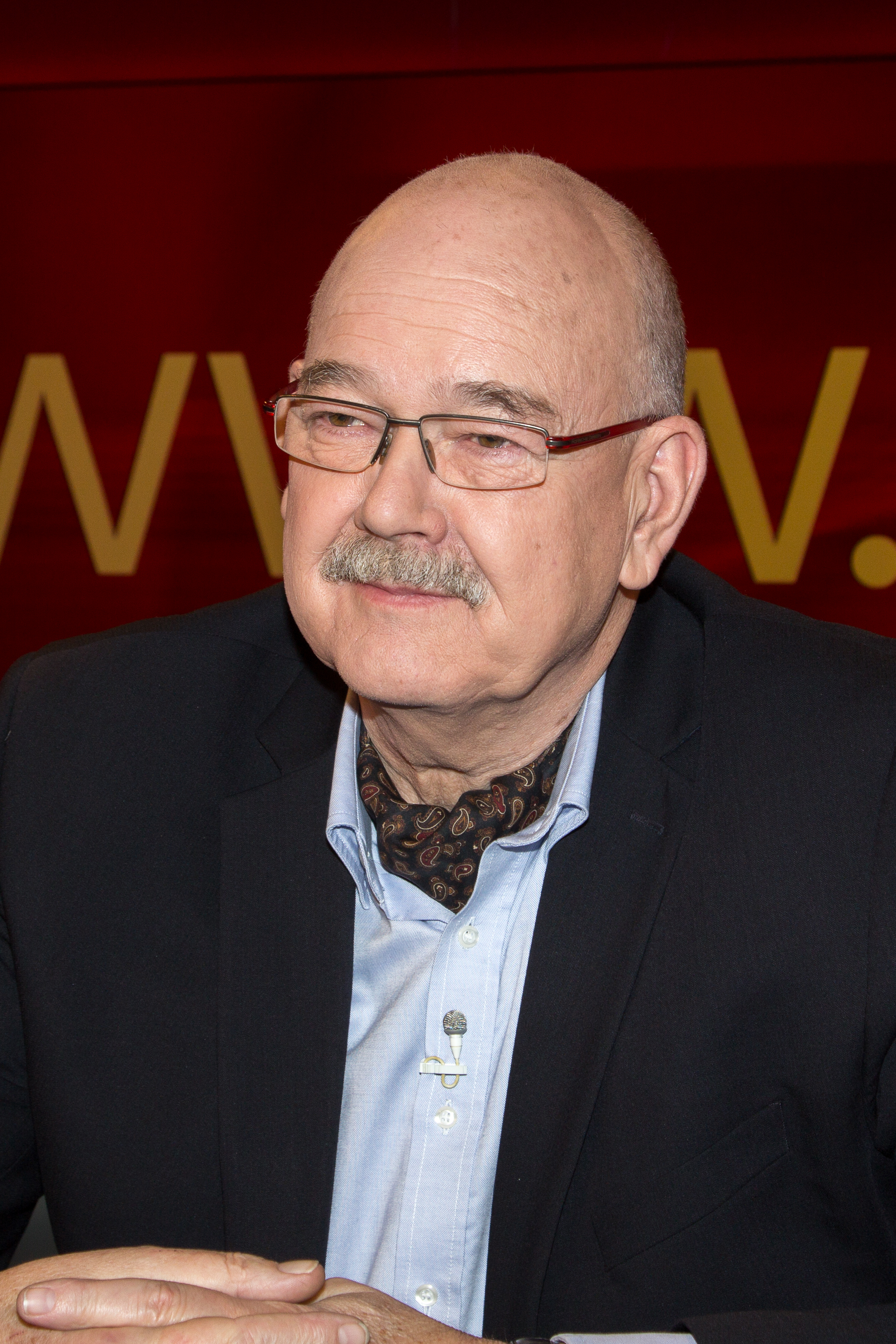
Rolf-Dieter Krause, Abiturjahrgang 1971

- Carla Ahad (* 2001 oder 2002), Sängerin und Musikerin[16], Abiturjahrgang 2021
- Hans Joachim Benning (1935–2024), Regisseur, Schauspieler, Theaterintendant, Abiturjahrgang 1955[17]
- Kurt Bertram (1897–1973), NSDAP-Politiker und Bankkaufmann[18]
- Jürgen Blänsdorf (* 1936), Altphilologe, Abiturjahrgang 1956[19]
- Ernst-Joachim Brunke (1946–1995), Chemiker, Abiturjahrgang 1966
- Werner Deich (1933–2023), Historiker, Abiturjahrgang 1955[19]
- Karl Dötzer (1907–?), Jurist, Abiturjahrgang 1926[20]
- Walter Dötzer (1911–?), Hygieniker und SS-Arzt, Abiturjahrgang 1930[21]
- Sebastian Ebel (* 1963), Finanzgeschäftsführer Vodafone, Präsident von Eintracht Braunschweig, Abiturjahrgang 1982[22]
- Günter Gaus (1929–2004), Journalist, Publizist, Diplomat und Politiker, von 1974 bis 1981 Leiter der Ständigen Vertretung der Bundesrepublik in der DDR, Abiturjahrgang 1949[23]
- Werner Goldschmidt (1903–1975), Kunsthistoriker und Musikverleger, Abiturjahrgang 1923[24]
- Stefan Grimme (* 1963), Professor für Theoretische Chemie, Leibnizpreisträger, Abiturjahrgang 1982[22]
- Friedrich-Wilhelm Heel (1915–2001), Major im Generalstab der Wehrmacht, Kommandeur des Materialamtes der Bundeswehr, Abiturjahrgang 1935[25]
- Marcus Herrenberger (* 1955), Künstler, Abiturjahrgang 1975[26]
- Joachim Klein (* 1935), Chemiker[27], langjähriger Präsident der Braunschweigischen Wissenschaftlichen Gesellschaft[28], Abiturjahrgang 1955[29]
- Werner Knopp (1931–2019), Jurist und von 1977 bis 1998 Präsident der Stiftung Preußischer Kulturbesitz, Abiturjahrgang 1950
- Rolf-Dieter Krause (* 1951), Fernsehjournalist und Leiter des ARD-Studios Brüssel, Abiturjahrgang 1971[30]
- Ulli Kulke (* 1952), Journalist und Buchautor, Abiturjahrgang 1971[31]
- Ebba Lamprecht (* 1963), Architektin, Abiturjahrgang 1982[22]
- Jürgen Linde (* 1935), Jurist, Politiker, Abiturjahrgang 1966[19]
- Wolfgang Meibeyer (* 1938), Geograph, Abiturjahrgang 1958[32]
- Rudolf S. Morgenstern (* 1939), Architekt, Professor an der Technischen Universität Dresden, Abiturjahrgang 1959[33]
- Kurt Piepenschneider (1901–1956), Architekt, Abiturjahrgang 1921[24]
- Bernfried E. G. Pröve (* 1963), Musiker und Komponist, Abiturjahrgang 1982[22]
- Wilfried Rödiger (1937–2016), Arzt, Abiturjahrgang 1958[34]
- Dirk Rühmann (* 1960), Schriftsteller, Abiturjahrgang 1979[35]
- Eckhard Schimpf (* 1938), Journalist, Buchautor und Motorsportler
- Ulf Schmidt (* 1966), Theaterautor und -wissenschaftler, Abiturjahrgang 1986.
- Ulrich Seiffert (* 1941), Unternehmer und Vorstandsmitglied der Volkswagen AG
- Manfred Sohn (* 1955), Politiker, Abiturjahrgang 1975
- Nora Steen (* 1976), Theologin, Abiturjahrgang 1996[36]
- Thomas Steg (* 1960), Politik- und Kommunikationsberater, Manager bei VW, Abiturjahrgang 1979[35]
- Theodor Stiebel (1894–1960), Ingenieur, Erfinder, Konstrukteur und Gründer des Unternehmens Stiebel Eltron, Abiturjahrgang 1913
- Alfred Stroppel (1934–2023), Ingenieur und Agrarwissenschaftler, Abiturjahrgang 1954[37]
- Lutz Tantow (* 1956), Schriftsteller
- Sarah Timpe (* 1995), Schauspielerin[38]
- Hans-Georg Unger (1926–2022), Ingenieur und Elektrotechniker, Abiturjahrgang 1945[39]
- Carl Wedderkopf (1885–1961), Politiker (SPD) und Bürgermeister von Freital, Primareife 1914[40]
- Joelle Wedemeyer (* 1996), Fußballerin beim VfL Wolfsburg und U20-Fußball-Weltmeisterin 2014[41]
- Hannes Westermann (1912–1989), Architekt, Abiturjahrgang 1932
- Wolfgang in der Wiesche (* 1960), Künstler, Abiturjahrgang 1980
- Heinz Wolff (1909 – ?), Architekt und Stadtplaner, Abiturjahrgang 1928[42]
- Ruprecht Zwirner (1929–2010), Arzt, Träger der Paracelsus-Medaille der deutschen Ärzteschaft,[43] Abiturjahrgang 1950

## Bekannte Lehrkräfte
- Joachim Altemark (1906–1963), unterrichtete ab 1949 Musik[44]
- Carl Baumann (1888–1958), Studienrat und Politiker (DNVP, Bürgerliche Einheitsliste, NSDAP)
- Wilhelm Frantzen (1900–1975), unterrichtete Kunst 1942 und von 1950 bis 1961[45]
- Karin Heidemann-Thien (* 1953), unterrichtete in den 1970ern und 80ern Französisch und Gemeinschaftskunde, Mitgründerin und Vorstand der Bürgerstiftung Braunschweig, Trägerin des Bundesverdienstkreuzes[46]
- Hennes Jäcker (1932–2013), Torwart der Meisterelf von Eintracht Braunschweig 1967, unterrichtete in den 1970ern Sport und Latein
- Gerhard Linne (1913–1975), unterrichtete Deutsch, Geschichte und Latein[23]
- Karl Neuß (1888–1967), unterrichtete Kunst und Sport von 1911 bis 1914 und temporär ab 1934, sowie Vollzeit von 1945 bis 1953[47]
- Georg Ruppelt (* 1947), Referendar für Deutsch und Geschichte 1977, Träger des Bundesverdienstkreuzes

## Schulleiter
- Wilhelm Levin (1909–1927)[48]
- Albert Oppermann (1927–1938)
- Karl Lies (1938–1945)
- Georg Daub (1945–1946)
- Lothar Dingerling (1946–1954)
- Karl Lies (1954–1968)[49]
- Wolfram Keller (1969–1991)[50]
- Gernot Tartsch (1991–2006)[51]
- Christine Lenck-Ackermann (2006–2019)[52]
- Stefan Lüttenberg (seit 2019)

## Impressionen

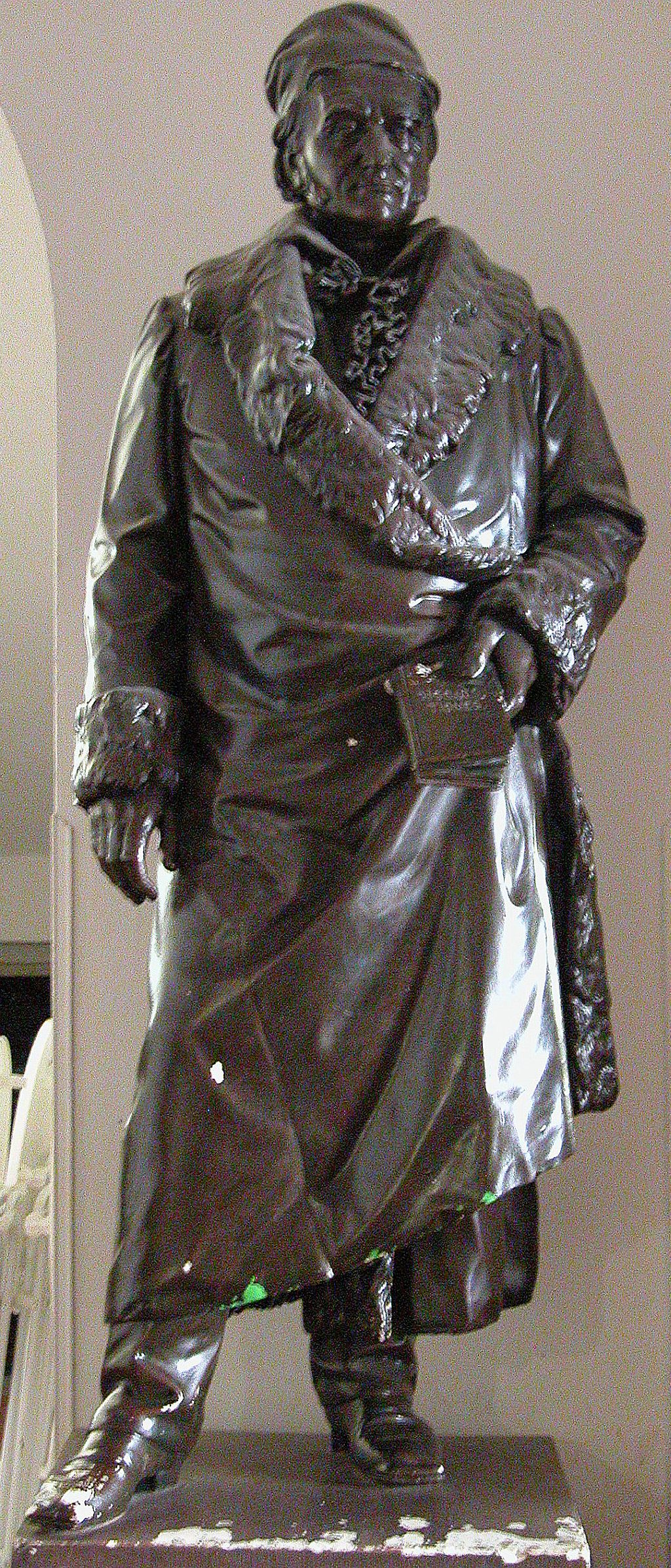
1:1-Kopie der 1879 von Fritz Schaper und Hermann Heinrich Howaldt geschaffenen Gauß-Statue am Eingang zur Aula. Das Original des Gauß-Denkmals befindet sich auf der Südseite des Gaußberges am Inselwall.
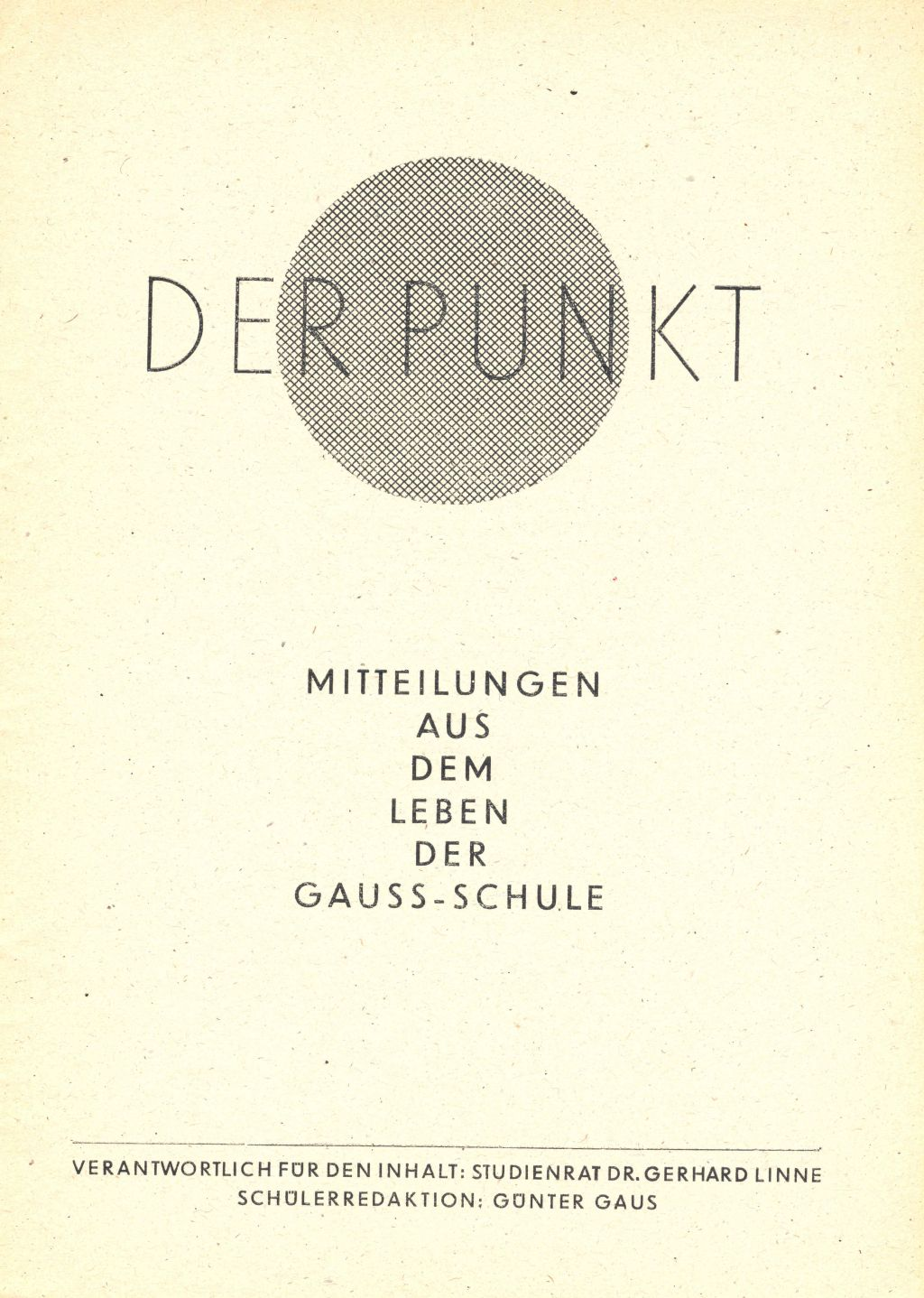
„Der Punkt“, eine der ersten Nachkriegsschülerzeitungen. Verantwortlich für den Inhalt war Gerhard Linne, Chefredakteur war Günter Gaus.
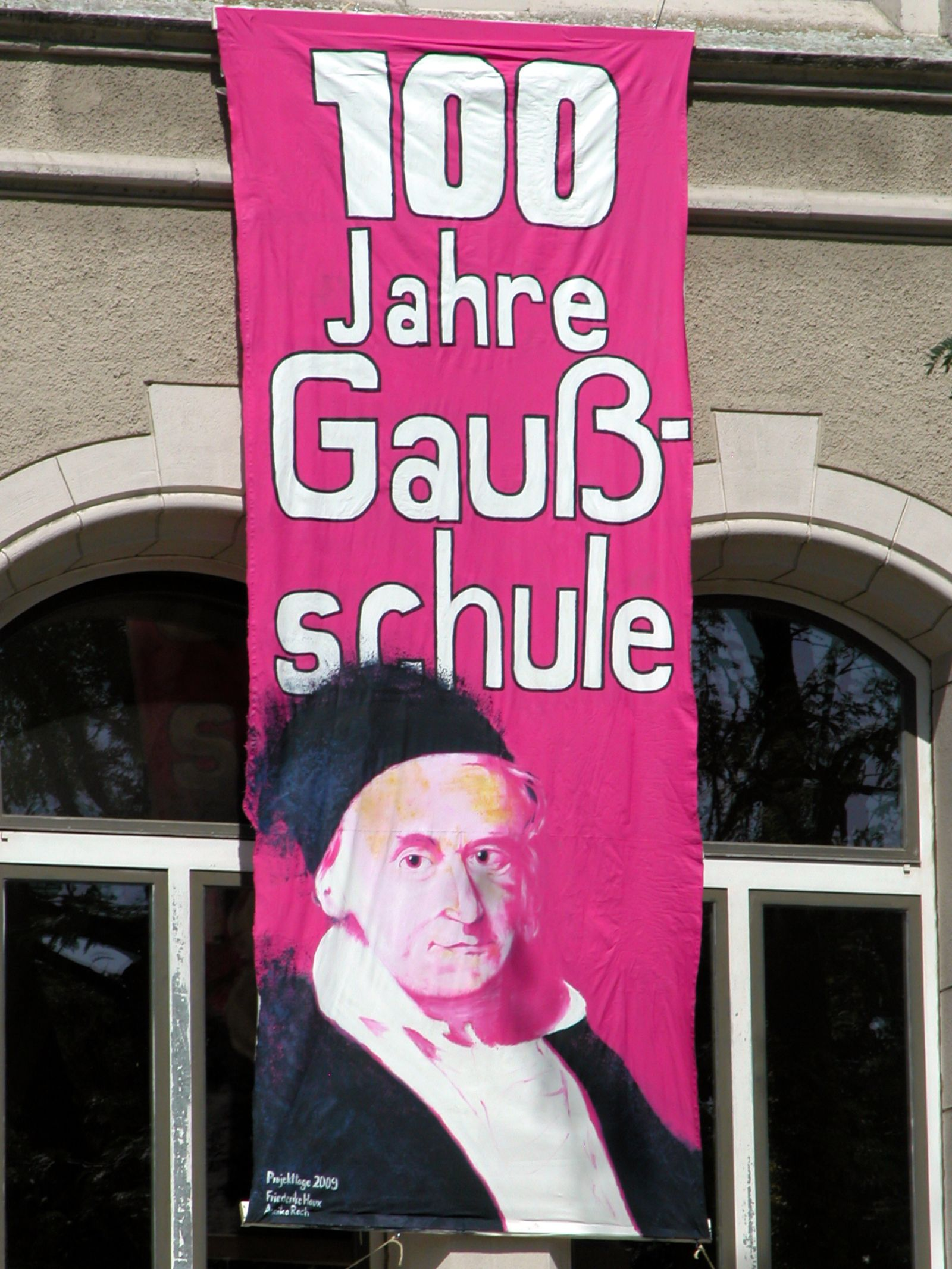
Banner zur 100-Jahr-Feier im August 2009.